# 야마가타 다쓰노리
야마가타 다쓰노리(일본어: 山形 辰徳, 1983년 10월 4일 ~ )는 일본의 전 축구 선수이다.

## 구단 경력
그는 2002년부터 2017년까지 J리그의 알비렉스 니가타, 아비스파 후쿠오카, 도치기 SC, 카탈레 도야마에서 활동하였다.